# 癒やしのお隣さんには秘密がある
『癒やしのお隣さんには秘密がある』（いやしのおとなりさんにはひみつがある、英語: The neighbor of healing has a secret.）は、梅澤夏子によるオンライン小説を原作とした、嶋伏ろうと梅澤夏子による日本の漫画作品。
原作小説は小説投稿サイト「エブリスタ」で連載されており人気小説で、「めちゃコミック」で嶋伏によるコミカライズがされ、めちゃコミ2022年・年間ランキング5位、累計800万ダウンロードを突破した大人気漫画。単行本は『めちゃコミックオリジナル』（大誠社）にて、2022年7月8日から発売された。
2023年7月より、日本テレビにてテレビドラマが放送された。テレビドラマ化に合わせて、小説の書籍版がPHP文芸文庫から2023年7月7日に発売された。

## あらすじ
会社員・蓬田藤子は、実家に仕送りをしながら極貧生活を送る日々。
そんな藤子の隣の部屋に、仁科蒼真が引っ越して来た。

2人は徐々に距離を近付けていき、ベランダで癒やしの時間を共有する仲となるが、実は仁科は藤子のストーカーだった。

## 書誌情報

### 小説
- 梅澤夏子『癒やしのお隣さんには秘密がある』PHP研究所〈PHP文芸文庫〉、全1巻、2023年7月7日発売[6]、ISBN 978-4-569-90328-6

### 漫画
- 嶋伏ろう / 梅澤夏子『癒やしのお隣さんには秘密がある』大誠社〈めちゃコミックオリジナル〉、全4巻
  1. 2022年7月8日発売[大 1][1]、ISBN 978-4-86518-145-6
  2. 2023年1月20日発売[大 2][7] 、ISBN 978-4-86518-179-1
  3. 2023年7月6日発売[大 3][8] 、ISBN 978-4-86518-197-5
  4. 2024年3月7日発売[大 4][9] 、ISBN 978-4-86518-219-4

## ボイスコミック
2022年10月21日から10月25日にかけて、めちゃコミックのYouTube上の公式チャンネル「こみっちゃ! by めちゃコミック」にて、試し読みを目的としたボイスコミックが配信開始された。
キャスト
- 蓬田藤子 - 丸山美紀
- 仁科蒼真 - 比上孝浩
- 坂本平祐 - 石田優人
- 田辺真奈美 - 北奈つき
- 柏木 - 長野嵩

## テレビドラマ
2023年7月8日（7日深夜）から9月30日（29日深夜）まで、日本テレビの深夜ドラマ枠「金曜ドラマDEEP」で放送された。主演は田辺桃子と小関裕太。

### キャスト

#### 主要人物
蓬田藤子（よもぎだ ふじこ）〈24〉
演 - 田辺桃子
本作の主人公。会社員。真面目で努力家。実家に仕送りをしながら、極貧生活を送る日々。
仁科蒼真（にしな そうま）〈28〉
演 - 小関裕太
藤子の隣に引っ越してきた超イケメン御曹司。藤子とベランダで癒やしの時間を共有する仲。実は藤子のストーカー。

#### 周辺人物
坂本省吾（さかもと しょうご）〈32〉
演 - 武田航平
藤子の面倒を見る先輩。
田辺真奈美（たなべ まなみ）〈23〉
演 - 矢吹奈子
藤子の相談相手でもある後輩。
柏木隆（かしわぎ たかし）〈28〉
演 - 前田公輝
藤子にキツくあたる先輩。実は大手スーパーの御曹司。猫好き。
上村浩平（かみむら こうへい）〈27〉
演 - 森永悠希
藤子とは別支店の同僚。

#### 蓬田家
蓬田利宗（よもぎだ としむね）〈18〉
演 - 奥智哉
藤子の弟。
蓬田満男
演 - 小木博明（おぎやはぎ）
藤子の父。下町で工場を営んでいるが、リーマンショックの余波で負債を抱えている。
蓬田豊子
演 - 虻川美穂子（北陽）
藤子の母。

### スタッフ
- 原作 - 嶋伏ろう / 梅澤夏子『癒やしのお隣さんには秘密がある』（めちゃコミックオリジナル / エブリスタ）
- 脚本 - 遠山絵梨香[5]
- 音楽 - 久保暖、Rachel Abstract[5]
- 主題歌 - BiTE A SHOCK「Patient!!」（avex trax）[17]
- 演出 - 中前勇児、古厩智之、小川直哉[5]
- 音楽プロデューサー - 剣持学人[5]
- プロデュース - 藤澤季世子[5]
- 制作 - 佐藤貴博[5]
- プロデューサー - 桑原丈弥、中沢晋[5]
- 制作協力 - オフィスクレッシェンド[5]
- 製作著作 - 日本テレビ[5]

### 放送日程
| 各話   | 放送日  | サブタイトル                       | 演出     |
| ------ | ------- | ---------------------------------- | -------- |
| #1     | 7月08日 | 隣人との甘い恋!?イケメン衝撃の正体 | 中前勇児 |
| #2     | 7月15日 | ストーカー正体判明…藤子に迫る危機  | 中前勇児 |
| #3     | 7月22日 | 突然避けられ…ストーカー加速        | 中前勇児 |
| #4     | 7月29日 | 謎多いストーカー部屋…ついに突入    | 中前勇児 |
| #5     | 8月05日 | 甘いデート一転…動画撮られピンチ    | 古厩智之 |
| #6     | 8月12日 | ついにキス…!そして正体がバレる     | 古厩智之 |
| #7     | 8月19日 | 恐怖…どこまでも追いかけてくる!     | 古厩智之 |
| #8     | 8月26日 | ストーカー仁科、すべてを語る       | 古厩智之 |
| #9     | 9月02日 | ストーカー仁科、苦しみの決断       | 小川直哉 |
| #10    | 9月09日 | ストーカー消えた衝撃と、突然の告白 | 小川直哉 |
| #11    | 9月16日 | なぜストーカーに?衝撃の過去        | 中前勇児 |
| #12    | 9月23日 | 最終回前話…仁科、最後の護衛        | 中前勇児 |
| 最終回 | 9月30日 | ストーカーとの恋の終焉             | 中前勇児 |

- #1は前日放送の金曜ロードショー『風の谷のナウシカ』（21時 - 23時24分）[19]に伴う特別編成の関係で30分繰り下げられ、1時 - 1時29分に放送された[16]。
- #2は前日の『サッカー・MS&ADカップ なでしこジャパン×パナマ女子代表』の放送時間延長（19時 - 21時4分）[20]に伴う特別編成の関係で10分繰り下げられ、0時40分 - 1時9分に放送された[21]。
- #3は前日放送の金曜ロードショー『もののけ姫』（21時 - 23時44分）[19]に伴う特別編成の関係で50分繰り下げられ、1時20分 - 1時49分に放送された。
- #6は前日放送の金曜ロードショー『パイレーツ・オブ・カリビアン/生命の泉』（21時 - 23時19分）[22]に伴う特別編成の関係で25分繰り下げられ、0時55分 - 1時24分に放送された。
- #7は前日放送の金曜ロードショー『パイレーツ・オブ・カリビアン/最後の海賊』（21時 - 23時09分）[22]に伴う特別編成の関係で20分繰り下げられ、0時50分 - 1時19分に放送された。
- #8は前日放送の「FIBAバスケットボールワールドカップ2023 開幕戦　 日本× ドイツ」（21時 - 22時59分）に伴う特別編成の関係で15分繰り下げられ、0時45分 - 1時14分に放送された。
- #10、#11、最終回は前日放送の「news zero」の放送拡大（23時30分 - 翌0時40分）に伴い、10分繰り下げ0時40分 - 1時9分に放送された。
- #12は「ラグビーワールドカップ2023　 アルゼンチン× サモア」（0時23分 - 2時50分）に伴う特別編成の関係で140分繰り下げ2時50分 - 3時19分に放送された。

### スピンオフドラマ

#### TVerオリジナルストーリー
本篇第1話の放送終了後から配信中。

#### 配信日程（スピンオフドラマ）
| 話数 | 配信日  | サブタイトル           | 演出     |
| ---- | ------- | ---------------------- | -------- |
| #1   | 7月08日 | 仁科が死んだ日         | 小川直哉 |
| #2   | 7月15日 | ストーカー爆誕         | 小川直哉 |
| #3   | 7月22日 | ストーカーVSストーカー | 小川直哉 |
| #4   | 8月05日 | ふたりの御曹司         |          |
| #5   | 9月23日 | マドモワゼル凛子       |          |

| 日本テレビ系 金曜ドラマDEEP                | 日本テレビ系 金曜ドラマDEEP                               | 日本テレビ系 金曜ドラマDEEP                       |
| 前番組                                     | 番組名                                                    | 次番組                                            |
| ------------------------------------------ | --------------------------------------------------------- | ------------------------------------------------- |
| 夫婦が壊れるとき （2023年4月8日 - 7月1日） | 癒やしのお隣さんには秘密がある （2023年7月8日 - 9月30日） | 秘密を持った少年たち （2023年10月7日 - 12月23日） |

### めちゃコミックオリジナル
以下の出典はめちゃコミックオリジナル（大誠社）内のページ。書誌情報の発売日の出典としている。
1. ↑  “癒やしのお隣さんには秘密がある 1”. めちゃコミックオリジナル.   大誠社. 2023年6月19日閲覧。
2. ↑  “癒やしのお隣さんには秘密がある 2”. めちゃコミックオリジナル.   大誠社. 2023年6月19日閲覧。
3. ↑  “癒やしのお隣さんには秘密がある 3”. めちゃコミックオリジナル.   大誠社. 2023年7月6日閲覧。
4. ↑  “癒やしのお隣さんには秘密がある 4”. めちゃコミックオリジナル.   大誠社. 2024年3月8日閲覧。